# Лепистё, Лаура
Ла́ура Ле́пистё (фин. Laura Lepistö; род. 25 апреля 1988, Эспоо, Уусимаа) — финская фигуристка, выступавшая в одиночном разряде. Бронзовый призёр чемпионата мира 2010 года, чемпионка Европы 2009 года, двукратная чемпионка Финляндии (2008, 2010). В 2012 году завершила спортивную карьеру.
Лаура стала первым представителем Финляндии, победившим на чемпионате Европы по фигурному катанию в одиночном разряде (в целом же, это всего вторая золотая медаль финских спортсменов на этом соревновании: первую выиграла танцевальная пара Сусанна Рахкамо — Петри Кокко в 1995 году). Кроме того, она стала первой финской одиночницей, завоевавшей медаль чемпионата мира.

## Биография
Лаура Лепистё родилась в Эспоо, Финляндия.
Заниматься фигурным катанием начала в четыре года. Тренировалась в Эспоо, а также в Виерумяки, Бостоне и Таллине. Тренер — Вирпи Хорттана (фин. Virpi Horttana).
В 2008 году стала чемпионкой Финляндии, а также бронзовым призёром чемпионата Европы в Загребе. На дебютном для себя чемпионате мира 2008 года показала очень хороший результат — стала восьмой.
В декабре 2008 года на чемпионате Финляндии 2009 года была второй, пропустив вперёд Кийру Корпи.
В январе 2009 года на чемпионате Европы, проходившем в Хельсинки, выиграла короткую программу, и, хотя проиграла произвольную программу итальянке Каролине Костнер, по сумме баллов осталась первой. Лаура Лепистё стала первой финской фигуристкой, выигравшей чемпионат Европы в женском одиночном катании. По опросу журналистов, итоги которого были подведены в начале 2010 года, Лаура стала второй среди лучших спортсменок Финляндии 2009 года.
В январе 2010 года на чемпионате Европы в Таллине Лаура была третьей как в короткой, так и в произвольной программе, но в итоге стала второй. На Олимпийских играх она получила очень высокие баллы за произвольную программу, что позволило ей занять в Ванкувере 6-е место. На чемпионате мира 2010, проходившем в Турине, Лаура завоевала бронзовую медаль.
В сентябре 2010 года поступила в школу экономики Университета Аалто (англ. Aalto University School of Economics), расположенного в Хельсинки, заявив, однако, что в ближайшие годы собирается сосредоточиться на фигурном катании.
В декабре 2010 года было объявлено, что Лепистё не будет выступать на национальном чемпионате и в январе на европейском первенстве из-за травмы ахиллова сухожилия. 25 января 2011 года было объявлено, что Лаура включена в сборную Финляндии (как и Кийра Корпи) для участия в чемпионате мира, который должен был пройти в марте в Токио, однако в начале марта во время тренировки она получила травму спины и 7 марта появилось сообщение, что она не сможет поехать и на чемпионат мира. В следующем сезоне, 2011—2012, Лаура была заявлена на турнир Finlandia Trophy и этапы Гран-при, но снялась с этих турниров из-за череды травм. В ноябре 2011 года спортсменкой было принято решение о пропуске второго подряд сезона.
В феврале 2012 года Лепистё вместе с такими звёздами, как Евгений Плющенко, приняла участие в ледовом шоу в Пхеньяне, посвящённом дню рождения Ким Чен Ира, лидера КНДР. Это коммерческое выступление подверглось жёсткой критике в финских средствах массовой информации и социальных сетях. Сама Лепистё от комментариев по этому поводу отказалась, однако её менеджер Эркки Алая заявил, что в поступке Лепистё не было политики и она «не поддерживает диктатора».
25 марта 2012 года объявила о завершении спортивной карьеры.

## Личная жизнь
11 июля 2015 года вышла замуж за Томми Хуовинена. 19 июля 2021 года у супругов родился сын.

## Разное
Во время своей спортивной карьеры Лаура в качестве своих хобби указывала музыку и катание на сноуборде.
Слово lepistö (от leppä — ольха) переводится с финского, как «ольшаник» (заросли ольхи).
Хеймо Арво Лепистё (1908—1975), двоюродный дедушка Лауры, был известным финским актёром и режиссёром.

## Программы
| Сезон   | Короткая программа                           | Произвольная программа                                                       | Показательные |
| ------- | -------------------------------------------- | ---------------------------------------------------------------------------- | --- |
| 2010/11 |                                              | Adiós Nonino & Fuga y Misterio Астор Пьяццолла исполнил Гари Бартон          | Jupiter Аяка Хирахара |
| 2009/10 | Imagined Oceans Карл Дженкинс                | Adiós Nonino & Fuga y Misterio Астор Пьяццолла исполнил Гари Бартон          | I Want To Spend My Lifetime Loving You Саундтрек из фильма «Маска Зорро» Джеймс Хорнер исполнили Марк Энтони и Тина Арена |
| 2008/09 | Imagined Oceans Карл Дженкинс                | Дон Жуан де Марко Саундтрек Майкл Кэймен                                     | Ballad Саундтрек к «Klaani» Päivi Portaankorva                                                                            |
| 2007/08 | Легенда о пианисте Саундтрек Эннио Морриконе | Дон Жуан де Марко Саундтрек Майкл Кэймен                                     | I Believe Fantasia Burino                                                                                                 |
| 2006/07 | Легенда о пианисте Саундтрек Эннио Морриконе | The Feeling Begins Питер Гэбриэл Lost City Генрих Серока Harem Сара Брайтман | |
| 2005/06 | Invierno Porteño Астор Пьяццолла             | The Feeling Begins Питер Гэбриэл Lost City Генрих Серока Harem Сара Брайтман | |
| 2004/05 | Invierno Porteño Астор Пьяццолла             | Liberty Луис Муньос Redemption Тонино Бальярдо Harem Сара Брайтман           | |

## Спортивные результаты
| Соревнования/Сезоны                | 2003—2004 | 2004—2005 | 2005—2006 | 2006—2007 | 2007—2008 | 2008—2009 | 2009—2010 |
| ---------------------------------- | --------- | --------- | --------- | --------- | --------- | --------- | --------- |
| Зимние Олимпийские игры            |           |           |           |           |           |           | 6         |
| Чемпионаты мира                    |           |           |           |           | 8         | 6         | 3         |
| Чемпионаты Европы                  |           |           |           |           | 3         | 1         | 2         |
| Чемпионат мира среди юниоров       |           |           | 9         | 7         |           |           |           |
| Чемпионаты Финляндии               |           | 1J.       | 4         | 2         | 1         | 2         | 1         |
| Чемпионаты Северных стран          | 3J.       | 2J.       | 2J.       | 2         |           |           |           |
| Этапы серии Гран-При: Cup of China |           |           |           |           |           | 3         |           |
| Этапы серии Гран-При: NHK Trophy   |           |           |           |           | 5         | 5         | 5         |
| Этапы серии Гран-При: Skate Canada |           |           |           |           | 7         |           | 3         |
| Finlandia Trophy                   |           |           |           |           | 4         | 2         | 2         |
| Nebelhorn Trophy                   |           |           |           |           | 3         | 2         |           |

- J = юниорский уровень